# Publiekrechtelijke bedrijfsorganisatie
Een publiekrechtelijke bedrijfsorganisatie was in het Nederlandse ondernemingsrecht een bij wet ingestelde vereniging van producenten of ondernemers. Hierbij werden het productschap en het bedrijfschap onderscheiden. Per 1 januari 2015 zijn alle product- en bedrijfschappen bij wet opgeheven. 

## Geschiedenis
In Nederland werden dergelijke organisaties nog tot aan het begin van de Tweede Wereldoorlog onverenigbaar geacht met het Nederlandse constitutionele stelsel. Ze pasten als zelfregulerend orgaan echter wel in de idee van een corporatieve staat. Dit door Salazar geformuleerde staatsbegrip werd in diskrediet gebracht omdat Mussolini, Hitler, Franco en Salazar de publiekrechtelijke organisatie als deel van hun niet-democratische ideologieën opnamen. Omdat in de dictaturen klassieke grondrechten als die van de vrijheid van vereniging en vergadering zonder staatsinmenging niet werden gerespecteerd, werden de corporaties instrumenten in dienst van het autoritaire regime. Zij droegen niet langer een eigen verantwoordelijkheid, maar werden gebruikt en misbruikt als een van de bureaucratische instrumenten die de greep van een totalitair politiek regime op de samenleving, in dit geval op het bedrijfsleven, te versterken.
Tijdens de Duitse bezetting werd ook in Nederland een publiekrechtelijke organisatie opgebouwd. Die vorm van corporatisme sloot aan bij al voor de oorlog ingestelde Centrales. Deze werden in 1942 omgevormd naar Bedrijfschappen, die maar al te vaak bestuurd werden door de vooroorlogse voorzitters van de genoemde Centrales. Ze waren gebaseerd op wetgeving die door de door de Duitsers opgepakte en vermoorde mr. Dien Hoetink op het ministerie van Economische Zaken, Landbouw en Voedselvoorziening was voorbereid en sloten aan bij het Nederlands Recht (zie dr. G. Trienekens: Tussen ons Volk en de Honger). Ze hebben dan ook als zodanig tot 1956 gefunctioneerd. Daarna worden ze vervangen door de Productschappen; de besturen worden in grootte verdubbeld en behalve werkgevers, producenten en werknemers worden nu ook consumentenvertegenwoordigers aan de besturen toegevoegd. De Sociaal Economische Raad (SER) houdt sinds 1950 toezicht op de bedrijfs- en productschappen. De SER is formeel geen overheidsorgaan, maar wordt wel getypeerd als semioverheid.
Na de oorlog had de publieksrechtelijke organisatie een vaste plaats in de Nederlandse economie en het Nederlands bestuursrecht gekregen die niet ongedaan werd gemaakt. Ook het democratische bevrijde Nederland hield de publiekrechtelijke organisaties in stand. Korte tijd werd nog over corporatisme als staatkundig beginsel gesproken bij vruchteloze pogingen om de Eerste Kamer der Staten-Generaal te hervormen. De liberale voorman Professor Oud pleitte in 1957 voor een organische samenstelling van de Senaat, waardoor publiekrechtelijke organen overbodig zouden worden. Hij onderschreef de grondgedachte van de publiekrechtelijke bedrijfsorganisatie, waarbij een gemeenschap wordt opgeroepen haar eigen zaken te regelen. Maar, vervolgt Oud dan: "Toch blijft daarbij waakzaamheid geboden. De bedrijfsgenoten kunnen het weleens zo goed met elkaar gaan vinden dat het algemeen belang aan het groepsbelang wordt opgeofferd. Het is de plicht van de centrale overheid ons daarvoor te behoeden." De afstand tussen publiekrechtelijke organisatie en overheid mocht dus niet te groot worden 
In 1971 besteedde de commissie Cals-Donner in haar voorstellen voor de grondwetsherziening nog aandacht aan de mogelijkheid om corporatieve elementen een rol te laten spelen bij het samenstellen van de Eerste Kamer. Bij de bespreking van de voorstellen van Cals-Donner in het parlement werd daarover echter niet gesproken.
Daarmee werd het beleid van de opeenvolgende Nederlandse regeringen na de Tweede Wereldoorlog over plaats en rol van corporaties en publiekrechtelijke organisaties bevestigd. De breed gedragen keus voor een sociaaleconomische ordening die niet centralistisch door de staat werd aangestuurd, en een gebrek aan ordening als onder laissez faire-stelsels, koos men een evenwichtige tussenweg. Daarbij stond voor de regering voorop dat beroeps- en bedrijfsgenoten hun belangen het beste behartigd zien als zij zeggenschap hebben over hun eigen zaken, maar de regering duldde geen vrijblijvende zeggenschap. Die zeggenschap moest worden gekoppeld aan het mede dragen van verantwoordelijkheid voor het algemeen belang en onder toezicht staan van de democratische overheid.

## De naoorlogse codificatie
In 1948 diende het kabinet-Drees-Van Schaik een voorstel tot Wet op de Bedrijfsorganisatie in bij de Tweede Kamer. Aan het einde van de jaren vijftig waren er bijna vijftig bedrijfslichamen opgericht, de meeste daarvan in de agrarische en in de ambachtelijke sector. Elders in het bedrijfsleven werden de publiekrechtelijke bedrijfsorganisaties geen succes. De zelfregulering van het bedrijfsleven is dus maar in beperkte mate tot stand gekomen. Bovendien blijkt dat de product- en bedrijfschappen in de praktijk uiterst terughoudend gebruikmaken van hun bevoegdheden.
De publiekrechtelijke bedrijfsorganisatie zijn niet in ieders ogen geslaagd. Tijdens rellen in Hollandscheveld verzetten boeren zich in 1963 tegen de in hun ogen ten onrechte opgelegde heffingen van het Landbouwschap. Het kwam tot een fel conflict tussen landbouwers aan de ene zijde en politie en deurwaarders anderzijds. De Boerenpartij dankte daaraan haar succes in de daaropvolgende verkiezingen. Tijdens een debat in de Tweede Kamer oordeelde het GPV-Kamerlid Schutte in 1992 dat "de publiekrechtelijke bedrijfsorganisatie niet zijn geworden wat de voorstanders ervan verwacht en de tegenstanders gevreesd hadden".
Het eerste kabinet Rutte besloot tot afschaffing van de productschappen. 
De publiekrechtelijke bedrijfsorganisatie stonden centraal in het Nederlandse model van overleg, het "Poldermodel". De kerngedachte die in Nederland vrijwel door iedereen wordt onderschreven, is dat sociaal-economisch beleid gemeenschappelijk beleid moet zijn.

## Opheffing
De Wet van 17 december 2014 tot wijziging van de Wet op de bedrijfsorganisatie en andere wetten in verband met de opheffing van de bedrijfslichamen (Wet opheffing bedrijfslichamen) regelt het opheffen van de product- en bedrijfschappen. Vooruitlopend daarop zijn de publieke taken per 1 januari 2014 overdragen aan de ministeries van EZ en VWS, met overgang van de medewerkers.
De afbouwplannen van de 6 bedrijfschappen waren gericht op volledige beëindiging van de activiteiten in 2014. Bepaalde taken zijn overgegaan naar de Rijksdienst voor Ondernemend Nederland.